# Sawthis
Sawthis es una banda de Modern Thrash Metal originaria de Teramo, Italia. 

## Miembros actuales
- Adriano Quaranta (Guitarrista)
- Alessandro Falà (Vocalista)
- Michele Melchiorre (Baterista)
- Gaetano Ettorre (Bajo)

### Antiguos miembros
- Devis Ercole (Guitarrista)
- Danilo Cantarini (Bajo)
- Franco Topitti (Vocalista)

## Discografía
- Egod (2010) – Scarlet Records
- Fusion (2006) – Temple of Noise Records

## Demos
- Instinct (2002)
- The Seven Lies (2001)

### Videoclips
- Act Of Sorrow  (2011)[2]
- Beyond The Bound  (2007)